# دوري كرة القدم الغربي 1996–97
دوري كرة القدم الغربي 1996–97 (بالإنجليزية: 1996–97 Western Football League)‏ هو موسم من دوري كرة القدم الغربي ‏. فاز فيه Tiverton Town F.C. ‏.